# Bek (cráter)
Bek es un cráter de impacto de 32 km de diámetro del planeta Mercurio. Debe su nombre al escultor del antiguo Egipto Bek (~1340 a. C.), y su nombre fue aprobado por la  Unión Astronómica Internacional en 2010.